# Viola (película)
Viola es una película de comedia dramática y romance argentina de 2012 dirigida y escrita por Matías Piñeiro. Está protagonizada por María Villar, Agustina Muñoz, Elisa Carricajo, Romina Paula y Gabriela Saidón. La película se estrenó mundialmente el 9 de septiembre de 2012 en el Festival Internacional de Cine de Toronto, mientras que su estreno comercial en las salas de cines de Argentina fue el 1 de agosto de 2013.

## Sinopsis
Por un lado, sigue los ensayos de un grupo de actrices que preparan la obra Noche de reyes de William Shakespeare lideradas por Cecilia, una joven actriz y directora de teatro, que en los momentos libres con sus compañeras hablan sobre sus sentimientos y sus problemas románticos con los hombres. Por otra parte, la historia se focaliza en Viola, un estudiante de psicología que trabaja junto a su novio Javier vendiendo películas pirateadas por la Ciudad de Buenos Aires, hasta que un día es invitada a ver la obra Noche de reyes, cuyo personaje principal lleva también su nombre.

## Elenco
- María Villar como Viola
- Agustina Muñoz como Cecilia
- Elisa Carricajo como Sabrina
- Romina Paula como Ruth
- Gabriela Saidón como Gabi
- Laura Paredes como Laura
- Esteban Bigliardi como Javier
- Julián Tello como Gastón
- Julia Martínez Rubio como Juliana
- Alberto Ajaka como Cliente 1
- Pablo Sigal como Cliente 2
- Alejo Moguillansky como Cliente 3
- Alessio Rigo de Righi como Agustín

## Recepción

### Comentarios de la crítica
La película recibió reseñas favorables a mixtas por parte de los críticos. Diego Batlle de Otros cines expresó que «Piñeiro construye largos, bellos y virtuosos planos-secuencia que permiten el despliegue de sus queribles actrices»; y además agregó que el director «va moldeando, en apenas una hora, un relato fascinante y embriagador». Josefina García Pullés de Hacerse la crítica con respecto al trabajo de Piñeiro destacó que «Viola es su película más lograda, menos acartonada, la más redonda, pero, a la vez, la más llena de líneas de fuga (como en toda su obra, el director acá no busca algo simétrico)».
En una reseña para La Voz del Interior, Roger Koza escribió «En Viola, aparentemente no pasan muchas cosas, lo que no es cierto: hay varios indicios de conflictos amorosos, y el tema del filme estriba en cómo sus personajes leen sus deseos; eso basta para realizar una película tan misteriosa como evanescente». Lucía Roitbarg de Escribiendo cine señaló que «Matías Piñeiro sólo parece ejercitar una forma de filmar pero sin una genuina actitud hacia las sensaciones, las pasiones, las verdades de la mujer o del hombre».

### Premios y nominaciones
| Lista de premios y nominaciones | Lista de premios y nominaciones                           | Lista de premios y nominaciones        | Lista de premios y nominaciones                              | Lista de premios y nominaciones | Lista de premios y nominaciones |
| Año                             | Organización                                              | Categoría                              | Nominado/a(s)                                                | Resultado                       | Ref(s)                          |
| ------------------------------- | --------------------------------------------------------- | -------------------------------------- | ------------------------------------------------------------ | ------------------------------- | ------------------------------- |
| 2012                            | Festival Internacional de Cine de Valdivia                | Premio especial de jurado              | Viola                                                        | Ganador                         | [ 9 ]                           |
| 2013                            | Buenos Aires Festival Internacional de Cine Independiente | Mejor actriz                           | María Villar, Agustina Muñoz, Elisa Carricajo y Romina Paula | Ganadoras                       | [ 10 ]                          |
| 2013                            | Buenos Aires Festival Internacional de Cine Independiente | Premio FIPRESCI                        | Viola                                                        | Ganador                         | [ 10 ]                          |
| 2013                            | Premios Sur                                               | Mejor guion original                   | Matías Piñeiro                                               | Nominado                        | [ 11 ]                          |
| 2014                            | Premios Cinema Tropical                                   | Mejor película latinoamericana del año | Viola                                                        | Ganador                         | [ 12 ]                          |